# Radical (album)
Pour les articles homonymes, voir Radical.
Albums de Odd Future
The Odd Future Tape
(2008) 12 Odd Future Songs
(2011)
Singles
1. Everything Thats Yours
Sortie : 11 janvier 2010
2. Drop
Sortie : 26 mars 2010
3. Double Cheeseburger
Sortie : 17 avril 2010
4. Splatter
Sortie : 22 août 2010

Radical est la deuxième mixtape du collectif de rap Odd Future, sortie le 17 mai 2010.
Cette mixtape sert d'introduction aux membres : Earl Sweatshirt, MikeG, Domo Genesis et l'alter ego de Tyler "Wolf Haley".

## Liste des titres
| No  | Titre                   | Contient un (des) sample(s) de                                                   | Durée |
| --- | ----------------------- | -------------------------------------------------------------------------------- | ----- |
| 1.  | Intro                   | Shower Party de James Pants                                                      | 1:09  |
| 2.  | Splatter                | Skrung Owt de Fam-Lay                                                            | 3:20  |
| 3.  | Turnt Down              | All The Way Turnt Up de Roscoe Dash                                              | 1:42  |
| 4.  | Drop                    | Drop de Rich Boy                                                                 | 2:28  |
| 5.  | Salute                  | Mafia Music de Rick Ross                                                         | 2:20  |
| 6.  | Everything That's Yours | The Panties de Mos Def                                                           | 4:14  |
| 7.  | Blade                   | Nothing's Gonna Stop Me de Terror Squad                                          | 1:23  |
| 8.  | Double Cheeseburger     | Fat Raps de Chip tha Ripper                                                      | 3:12  |
| 9.  | Round and Round         | Round and Round de Jonell                                                        | 3:33  |
| 10. | Ugly Girls              | Shower Party de James Pants                                                      | 0:51  |
| 11. | Orange Juice            | Lemonade de Gucci Mane                                                           | 3:51  |
| 12. | Cool                    | Cool de Ty Scott                                                                 | 2:26  |
| 13. | Oblivion                | I Promise I Lied de James Pants                                                  | 2:57  |
| 14. | Alright                 | Alright de Memphis Bleek Queen of the Crime Council de Lucy Liu et Julie Dreyfus | 2:09  |
| 15. | Leather Head            | Leather Prowler de Liars                                                         | 3:20  |
| 16. | Up                      | Up de Wiz Khalifa                                                                | 5:36  |
| 17. | Swag Me Out             | Not A Stain On Me de Big Tuck The New Style des Beastie Boys                     | 7:18  |